# Wallace Reid
Wallace Reid, född 15 april 1891 i Saint Louis, död 18 januari 1923, var en amerikansk skådespelare och regissör. 
Wallace Reid skadades i en järnvägsolycka och hade ständigt svår smärta i huvudet. Han vände sig desperat till narkotika och dog som drogberoende. Hans änka Dorothy Davenport Reid (1895-1977), som var hans motspelerska i ett antal filmer, producerade en film, Kokain, som varnade för droger.
Wallace Reid var son till skådespelaren och regissören Hal Reid.